# Horní Kruty
Horní Kruty jsou obec ležící v okrese Kolín 22 km jihozápadně od Kolína. Žije zde 501 obyvatel a jejich katastrální území má rozlohu 1433 ha. V roce 2011 zde bylo evidováno 248 adres. Součástí obce jsou i vesnice Bohouňovice II, Dolní Kruty, Přestavlky a Újezdec a osada Březinka. Název obce se odvozuje od staročeského slova krútiti, neboli točiti. Horní Kruty leží totiž na kopci (410 m n. m.) a cesta do vysoko položených Krut tvoří četné zákruty.
Horní Kruty je také název katastrálního území o rozloze 2,24 km2.

## Historie
První písemná zmínka o obci pochází z roku 1228. Z roku 1361 pochází první zmínka o farním kostele sv. Václava.

### Územněsprávní začlenění
Dějiny územněsprávního začleňování zahrnují období od roku 1850 do současnosti. V chronologickém přehledu je uvedena územně administrativní příslušnost obce v roce, kdy ke změně došlo:
- 1850 země česká, kraj Pardubice, politický okres Kolín, soudní okres Kouřim[7]
- 1855 země česká, kraj Čáslav, soudní okres Kouřim
- 1868 země česká, politický okres Kolín, soudní okres Kouřim
- 1939 země česká, Oberlandrat Kolín, politický okres Kolín, soudní okres Kouřim[8]
- 1942 země česká, Oberlandrat Praha, politický okres Kolín, soudní okres Kouřim[9]
- 1945 země česká, správní okres Kolín, soudní okres Kouřim[10]
- 1949 Pražský kraj, okres Kolín[11]
- 1960 Středočeský kraj, okres Kolín
- 2003 Středočeský kraj, obec s rozšířenou působností Kolín

### Rok 1932

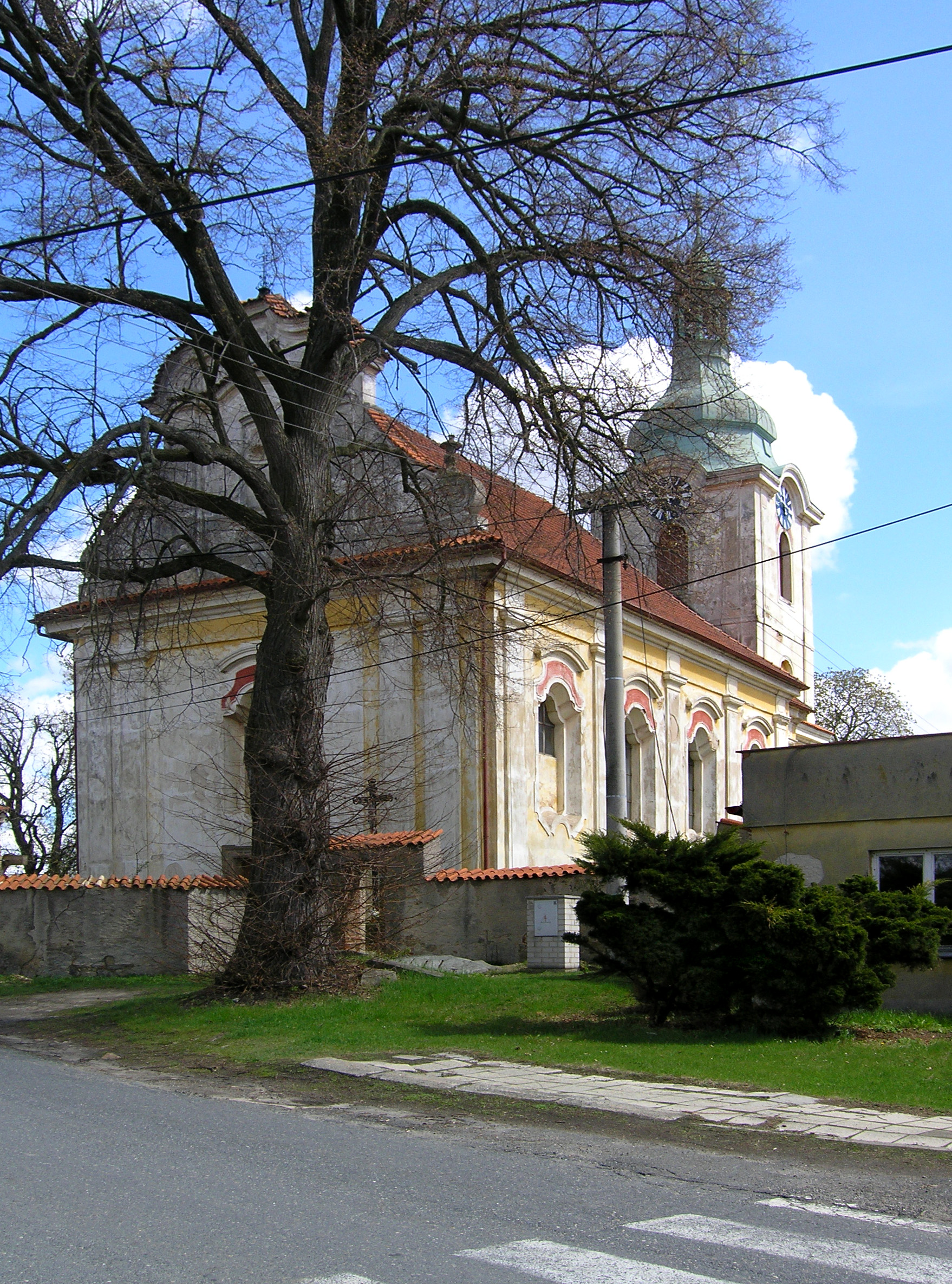
Kostel sv. Václava

Ve vsi Horní Kruty (301 obyvatel, poštovní úřad, katolický kostel, četnická stanice) byly v roce 1932 evidovány tyto živnosti a obchody: cihelna, čalouník, družstvo pro rozvod elektrické energie v Horních Krutech, holič, 2 hostince, kolář, kovář, 3 krejčí, lnářské družstvo, 2 obuvníci, pila, řezník, sedlář, 3 obchody se smíšeným zbožím, spořitelní a záložní spolek pro Horní Kruty, trafika, truhlář.
Ve vsi Bohouňovice II (263 obyvatel, samostatná ves se později stala součástí Horních Krut) byly v roce 1932 evidovány tyto živnosti a obchody: 2 hostince, kolář, kovář, 2 obuvníci, obchod s ovocem a zeleninou, 3 rolníci, 4 obchody se smíšeným zbožím, trafika, truhlář.
V obci Újezdec (204 obyvatel, samostatná ves se později stala součástí Horních Krut) byly v roce 1932 evidovány tyto živnosti a obchody: družstvo pro rozvod elektrické energie v Újezdci, hostinec, kovář, 7 rolníků, obchod se smíšeným zbožím, trafika.

## Památky
- kostel sv. Václava
- trojboká výklenková kaplička

## Doprava
Dopravní síť
- Pozemní komunikace – Obcí prochází silnice II/334 Sadská – Kouřim – Horní Kruty – Sázava.

- Železnice – Železniční trať ani stanice na území obce nejsou.

Veřejná doprava 2011
- Autobusová doprava – Z obce vedly příměstské autobusové linky do těchto cílů: Kostelec nad Černými lesy, Praha, Říčany, Uhlířské Janovice (dopravce ČSAD POLKOST, s. r. o.), Kutná Hora, Sázava, Uhlířské Janovice (dopravce Veolia Transport Východní Čechy, a. s.), Kouřim, Sázava (dopravce Okresní autobusová doprava Kolín, s. r. o.).

## Galerie

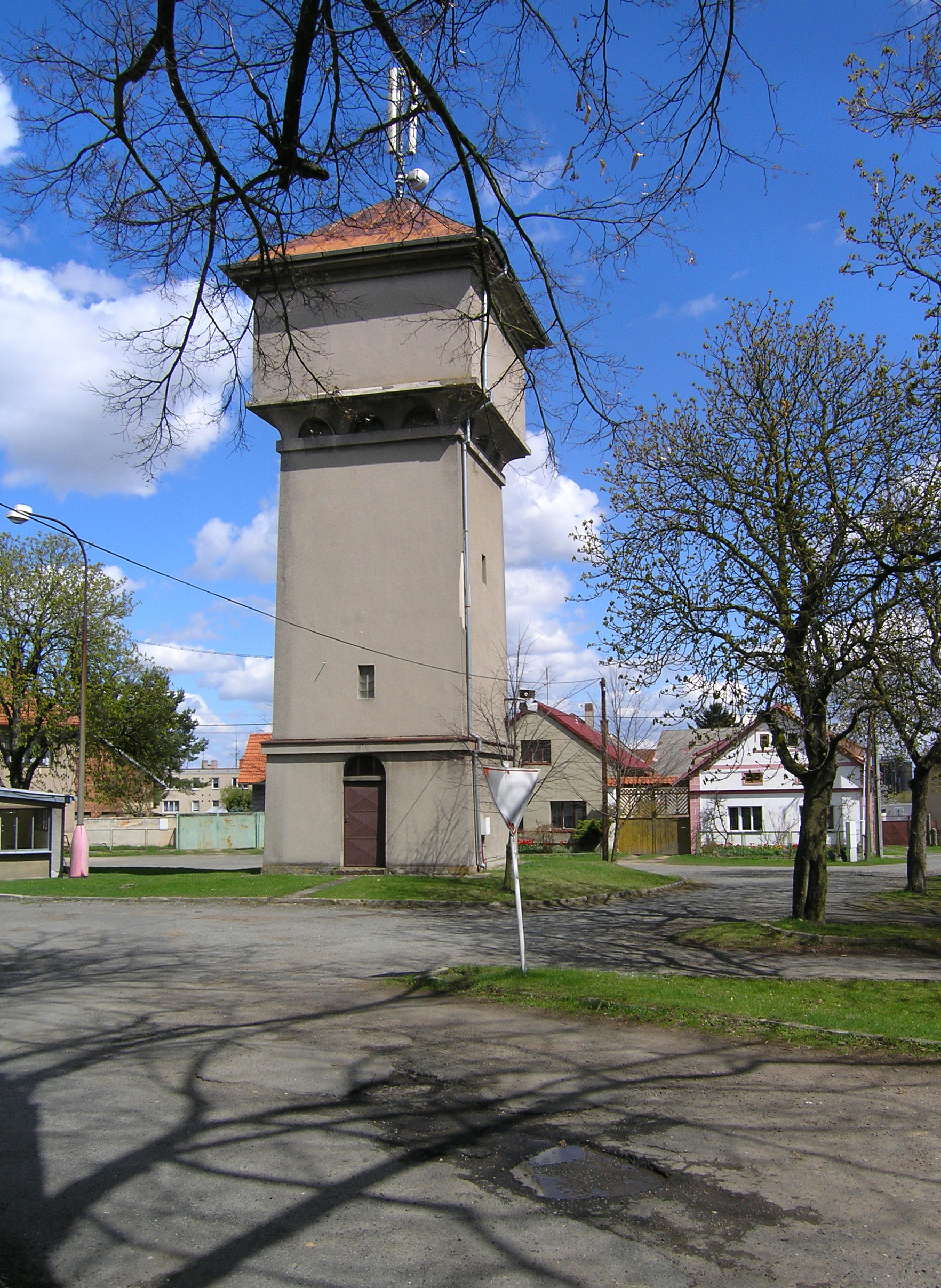
Vodárna na návsi je výrazná dominanta obce
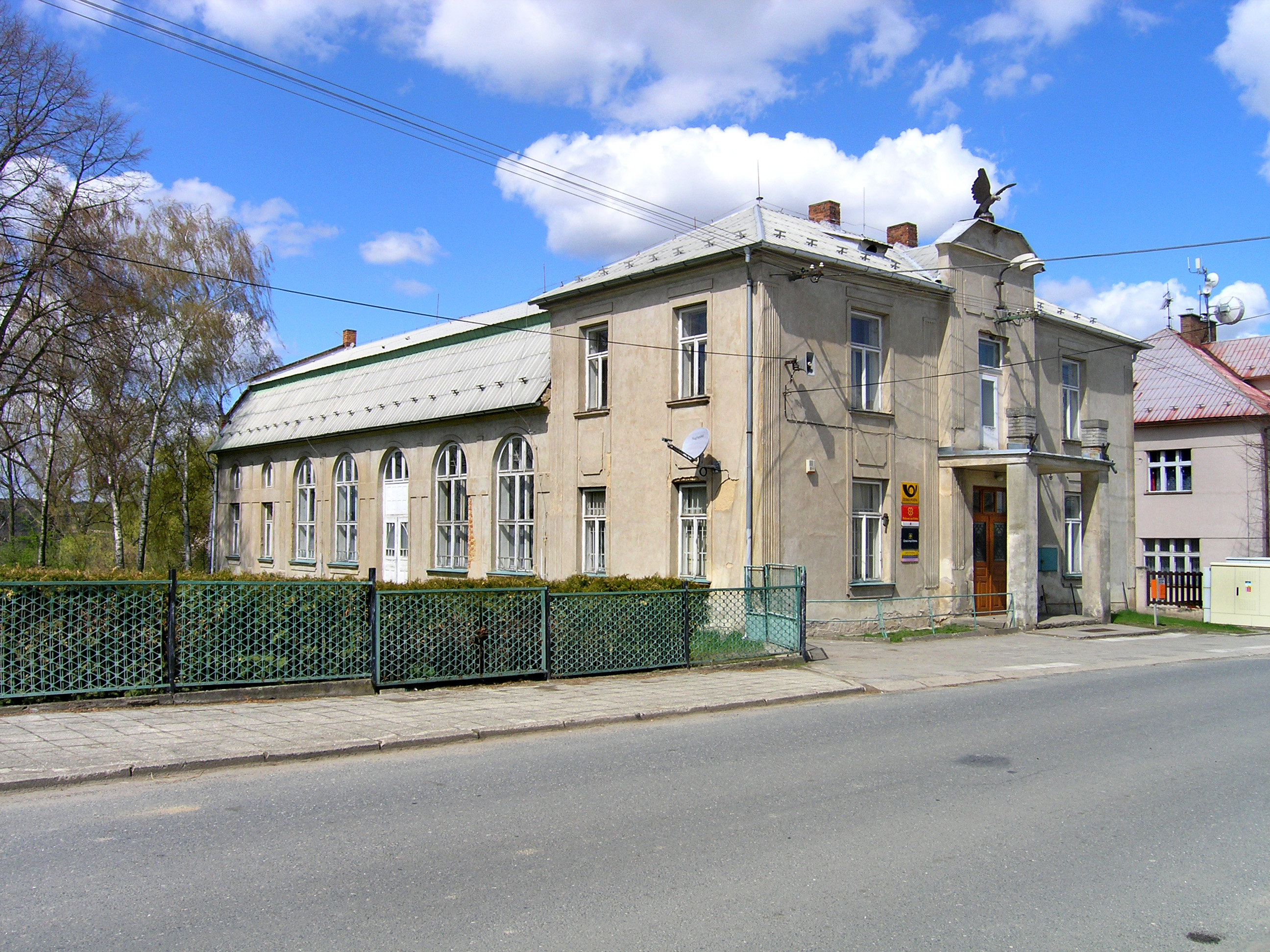
Pošta s bývalou sokolovnou
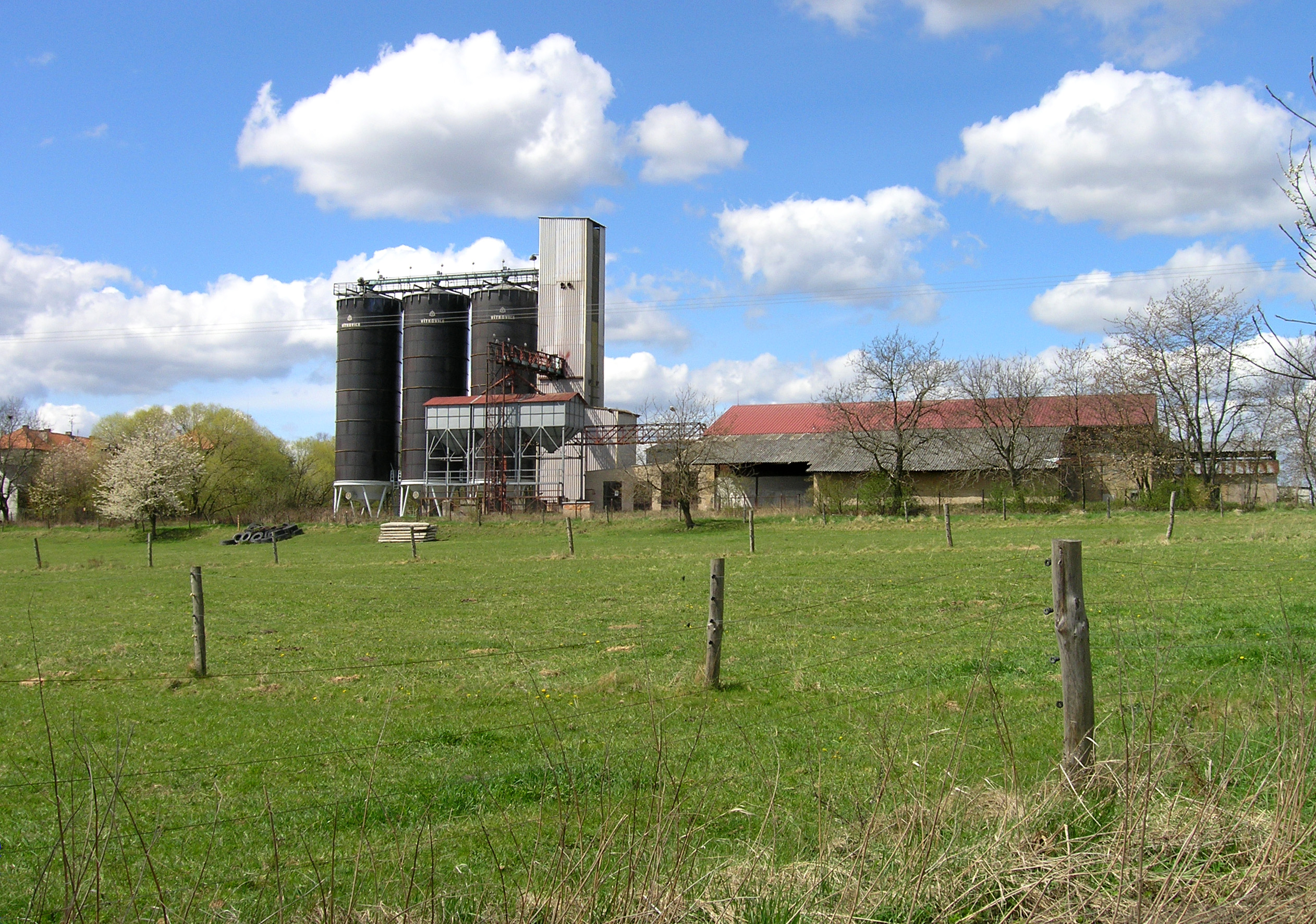
Zemědělská výroba na severu obce
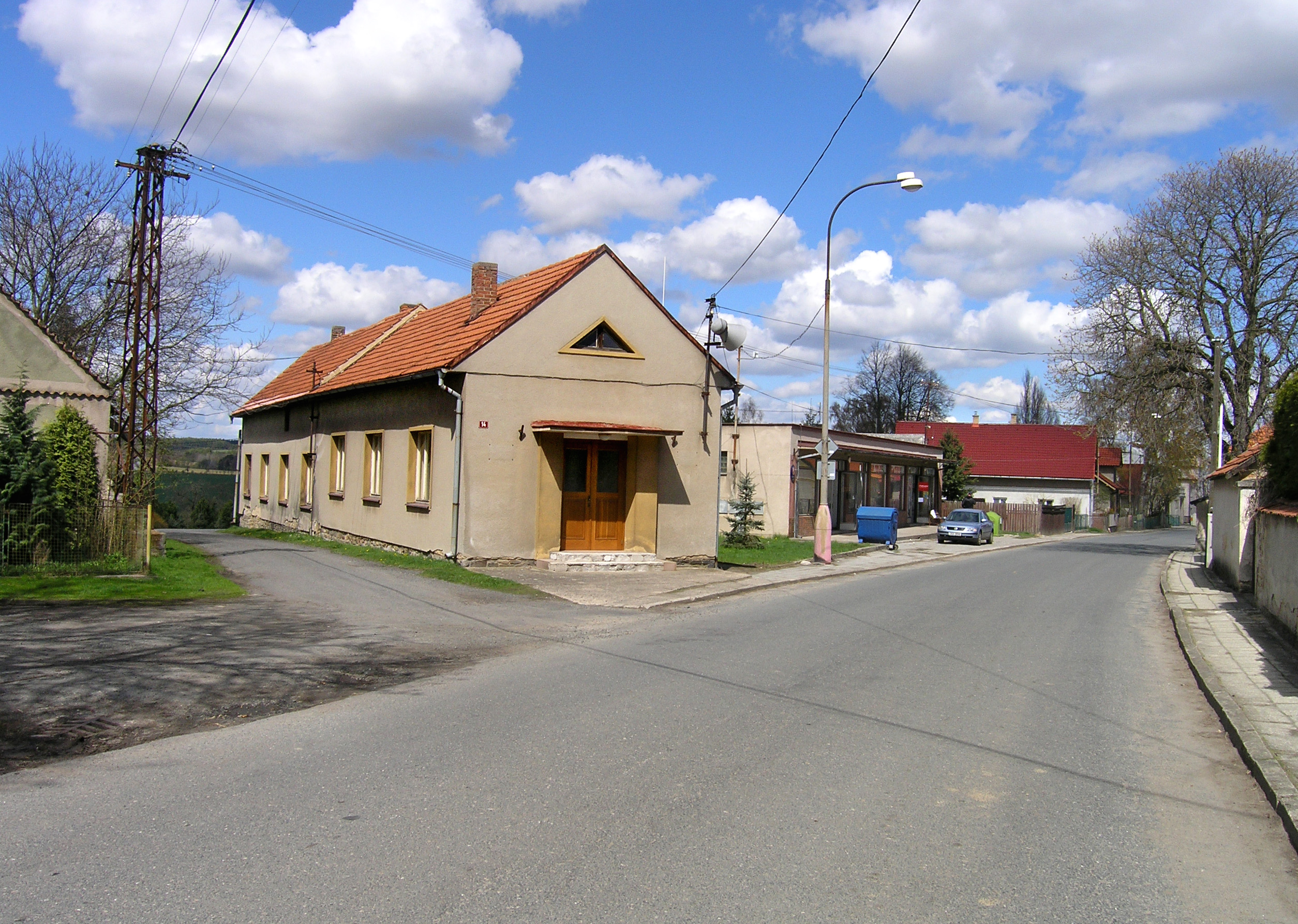
Silnice II/334 prochází středem vesnice